# Élection présidentielle slovaque de 1999
L’élection présidentielle slovaque de 1999 (en slovaque : Voľba prezidenta Slovenskej republiky v roku 1999) se tient les samedis 15 et 29 mai 1999, afin d'élire le président de la République slovaque pour un mandat de cinq ans.
Près des trois quarts des électeurs slovaques participent à cette première élection présidentielle au suffrage universel, organisée après 15 mois de vacance de la fonction présidentielle. Candidat unique de la majorité parlementaire libérale et pro-européenne, le maire de Košice Rudolf Schuster arrive nettement en tête du premier tour. Il s'impose largement au second, face à l'ancien président du gouvernement nationaliste Vladimír Mečiar, qu'il devance d'environ 425 000 voix.

## Contexte
En 1993, l'ancien ministre des Finances Michal Kováč est élu président de la République par le Conseil national avec 106 voix favorables, soit 16 de plus que la majorité présidentielle requise. Après un quinquennat marqué par les affrontements verbaux avec le président du gouvernement Vladimír Mečiar, Kováč quitte le palais Grassalkovitch sans successeur élu. Mečiar exerce alors l'intérim, seul dans un premier temps puis aux côtés du président du Parlement Ivan Gašparovič à partir du mois de juillet.
Lors des élections législatives de 1998, le Mouvement pour une Slovaquie démocratique (HZDS) de Mečiar confirme son statut de premier parti du pays mais avec 27 % des voix, il ne peut gouverner seul. La Coalition démocratique slovaque (SDK) de Mikuláš Dzurinda, qui engrange 26,3 % des suffrages exprimés, s'associe avec le Parti de la gauche démocratique (SDĽ), le Parti de la coalition hongroise (SMK-MKP) et le Parti de l'entente civique (sk) (SOP) pour former une coalition majoritaire qui éjecte Vladimír Mečiar du pouvoir,. La nouvelle majorité amende ensuite la Constitution de 1992 pour supprimer le caractère indirect de l'élection présidentielle.
Le scrutin se tient alors que le pays sort de son isolement diplomatique — son intégration à l'UE et l'OTAN étant jusqu'à présent repoussée en raison de son « déficit démocratique » — mais entre en récession, le gouvernement ayant mis fin aux investissements massifs et aux manipulations des statistiques budgétaires de Mečiar.

## Mode de scrutin
Le président de la République (Prezident Slovenskej republiky) est le chef de l'État de la Slovaquie. Il est élu pour un mandat de cinq ans.
L'élection se tient au suffrage universel direct et au scrutin uninominal majoritaire à deux tours. Le candidat qui remporte la majorité absolue des suffrages exprimés au premier tour est proclamé élu. Si aucun candidat n'atteint ce résultat, les deux candidats ayant remporté le plus de voix sont qualifiés pour le second tour, qui se tient deux semaines plus tard. Le candidat qui remporte le plus de voix est proclamé élu.

## Campagne
La coalition au pouvoir choisit comme candidat unique le maire de Košice et président du SOP, Rudolf Schuster. Un mois avant le premier tour, Vladimír Mečiar dépose sa candidature et tente son retour en politique en usant d'un discours populiste. Pour lui faire barrage, l'ancien président Michal Kováč retire sa candidature à quelques jours du scrutin. À la veille du premier tour, Schuster devance Mečiar dans les sondages d'environ dix points mais ne semble pas en mesure de l'emporter sans un second tour.

## Résultats
| Candidat                 | Candidat                 | Parti                    | Premier tour | Premier tour | Second tour | Second tour |
| Candidat                 | Candidat                 | Parti                    | Voix         | %            | Voix        | %           |
| ------------------------ | ------------------------ | ------------------------ | ------------ | ------------ | ----------- | ----------- |
|                          | Rudolf Schuster          | SOP (sk)                 | 1 396 950    | 47,38        | 1 727 481   | 57,18       |
|                          | Vladimír Mečiar          | HZDS                     | 1 097 956    | 37,24        | 1 293 642   | 42,82       |
|                          | Magda Vášáryová          | Sans                     | 194 635      | 6,60         |             |             |
|                          | Ivan Mjartan (sk)        | Sans                     | 105 903      | 3,59         |             |             |
|                          | Ján Slota                | SNS                      | 73 836       | 2,50         |             |             |
|                          | Boris Zala               | Sans                     | 29 697       | 1,01         |             |             |
|                          | Juraj Švec (sk)          | Sans                     | 24 077       | 0,82         |             |             |
|                          | Juraj Lazarčík (sk)      | Sans                     | 15 386       | 0,52         |             |             |
|                          | Michal Kováč             | Sans                     | 5 425        | 0,18         |             |             |
|                          | Ján Demikát (sk)         | NaAS                     | 4 537        | 0,15         |             |             |
|                          |                          |                          |              |              |             |             |
| Votes valides            | Votes valides            | Votes valides            | 2 948 402    | 98,79        |             | 99,08       |
| Votes blancs et nuls     | Votes blancs et nuls     | Votes blancs et nuls     | 36 022       | 1,21         | 28 098      | 0,92        |
| Total                    | Total                    | Total                    | 2 984 424    | 100          | 3 049 221   | 100         |
| Abstention               | Abstention               | Abstention               | 1 054 475    | 26,11        | 991 960     | 24,55       |
| Inscrits / participation | Inscrits / participation | Inscrits / participation | 4 038 899    | 73,89        | 4 041 181   | 75,45       |

Représentation des résultats du second tour :
| Rudolf Schuster (57,18 %) |  |  | Vladimír Mečiar (42,82 %) |
| ▲                         |  |  |                           |
| Majorité absolue          |  |  |                           |

## Analyse
Arrivé nettement en tête du premier tour et ayant bénéficié du ralliement de Magda Vášáryová, Rudolf Schuster est logiquement élu au soir du second tour. Son avance sur le national-populiste Vladimír Mečiar, qui atteint 15 points, est cependant plus forte qu'attendue,.